# Narodowy Kryty Stadion w Pekinie
Narodowy Kryty Stadion – hala widowiskowo-sportowa w Pekinie, stolicy Chin. Została otwarta w 2007 roku. Może pomieścić 18 400 widzów. Znajduje się m.in. niedaleko Stadionu Narodowego oraz Pływalni Olimpijskiej.
Budowa hali rozpoczęła się w maju 2005 roku, a oddanie do użytku miało miejsce pod koniec 2007 roku. Budynek zaprojektowało niemieckie przedsiębiorstwo Glöckner Architekten GmbH, a kształt budowli zainspirowany został tradycyjnym chińskim wachlarzem. Obiekt powstawał z myślą o organizacji Letnich Igrzysk Olimpijskich 2008, podczas których rozegrano na nim zawody w gimnastyce artystycznej oraz w skokach na trampolinie, a także mecze turnieju piłki ręcznej. Podczas Letnich Igrzysk Paraolimpijskich 2008 odbyły się na nim spotkania zawodów koszykówki na wózkach. W 2022 roku hala ma posłużyć w trakcie Zimowych Igrzysk Olimpijskich 2022 (hokej na lodzie) oraz Zimowych Igrzysk Paraolimpijskich 2022 (hokej na lodzie na siedząco).